# Headda
Headda est un prélat anglo-saxon actif entre la fin du VIIe siècle et le début du VIIIe siècle.

## Biographie
Avant de devenir évêque, Headda est successivement prêtre à l'abbaye de Medeshamstede (Peterborough, dans le Cambridgeshire) et abbé du monastère (en) de Breedon on the Hill, dans le Leicestershire. Il devient évêque des Merciens, avec son siège à Lichfield, après la mort de Seaxwulf vers 690. Il cumule cette charge avec celle d'évêque des Angles du Milieu, avec son siège à Leicester, lorsque l'évêque Wilfrid retourne en Northumbrie, en 706.
Impressionné par la sainteté de l'ermite Guthlac de Croyland, il le consacre prêtre et sanctifie son oratoire.
Headda meurt à une date inconnue entre 716 et 727. Aldwine lui succède comme évêque des Merciens et des Angles du Milieu.